# جبريل سيميون
جبريل سيميون هو عداء سريع غرينادي، ولد في 7 ديسمبر 1971 في سانت جورجز في غرينادا.

## وصلات خارجية
- جبريل سيميون على موقع الاتحاد الدولي لألعاب القوى (الإنجليزية)
- جبريل سيميون على موقع أوليمبيديا (الإنجليزية)